# Bodnár Zoltán (jogász)
Bodnár Zoltán György (Salgótarján, 1958. december 20. –) magyar jogász és bankár, a Magyar Export-Import Bank (Eximbank) volt vezérigazgatója, a Magyar Nemzeti Bank (MNB) volt alelnöke.
Három gyermeke van: Zsófia Júlia, Kevin Kolos és Robin Kadosa. Angolul és oroszul beszél.

## Pályája

### Jogi, politikai pályaszakasza
Az Eötvös Loránd Tudományegyetemen (ELTE) végzett, ugyanitt 1983-ban állam- és jogtudományi doktor lett, 1987-ben pedig kandidátus. Első állását is az egyetem jogi karán kapta: 1983-tól 1984-ig tanszéki előadó volt a Pénzügyi Jogi Tanszéken, ezután 1988-ig egyetemi tanársegéd, majd 1989 februárjáig egyetemi adjunktus.
Februártól az év októberéig a Magyar Szocialista Munkáspárt (MSZMP) Központi Bizottságának szakértője volt. Novemberben a Pénzügyi Jogi Tanszékre tért vissza, ahol 1990 végéig egyetemi docens.

### Pénzügyi pályája
Kapcsolata a pénzügyi területtel 1983-ig nyúlik vissza. Másodállásban egy évig a Pénzügyminisztérium Tanácsi Pénzügyek Főosztályának, majd 1989-ig a Nemzetközi Pénzügyek Főosztályának előadója volt, majd szintén másodállásban 1990-ig a Magyar Nemzeti Bank Tőkepiaci Főosztálya osztályvezető-helyettesi posztját töltötte be.
1991 októberében (a jegybanktörvény módosításának előestéjén) az MNB ügyvezető igazgatójává és elnöki tanácsadójává nevezték ki, és ezt a posztot Surányi György elnök távozása után is megőrizte 1993 augusztusáig. Ekkor a Surányi vezette CIB Bankhoz kerül ügyvezető igazgatóként. Az MNB-be azután egy hónappal került vissza – 1995 áprilisában –, hogy Surányit ismét jegybankelnökké nevezték ki. Szeptemberig ügyvezető igazgató volt, majd 1998 szeptemberéig alelnök és a jegybanktanács (a Monetáris Tanács elődje) tagja. 1995 és 1997 közt elnöke volt az MNB londoni leánybankjának, a Hungarian International Banknak. MNB-alelnökként 1997-ben és 1998-ban a Világbank és az Európai Újjáépítési és Fejlesztési Bank (EBRD) magyarországi alkormányzója volt.
1998 szeptemberétől ismét a CIB Bankban dolgozott, különböző beosztásokban (vezérigazgató-helyettes, vezérigazgató, majd tanácsadó) 2002 júniusáig. (A bankkal korábban sem szűnt meg a kapcsolata: 1996 és 2003 közt az igazgatóság tagja volt, 1996 és 1998 közt az igazgatóság alelnöke).
2002 márciusában a Nemzeti Autópálya Rt vezérigazgatójának nevezték ki, egy év múlva elnök-vezérigazgató lett, így 2005 januárjáig egy időre hátat fordított a pénzügyi pályának.
2005. január 7-én a Magyar Export-Import Bank Rt. vezérigazgatójának nevezték ki. Bánki Frigyest követte e poszton.

## Egyéb tevékenysége
Számos pénzügyi jogi cikk szerzője (publikációinak száma meghaladja a százat), nemzetközi társaságok tagja. 1995 és 2002 közt tagja volt a londoni Central European Growth Fund befektetési alap igazgatóságának és a Budapesti Értéktőzsde vezető testületének, a Tőzsdetanácsnak. 1996 és 1998 között a GIRO Elszámolásforgalmi Rt elnöke volt.
1997-ben és 1998-ban Bodnár tagja volt a Befektetővédelmi Alap, 2002-ben és 2003-ban pedig a Konzumbank igazgatóságának is. 2006-tól tagja a Malév igazgatóságának.
Egyike azoknak a szakembereknek, akiknek a neve szóba került, mint Járai Zsigmond elnök utódja az MNB elnöki székében 2007 márciusától. (Más nevek: Bokros Lajos, Farkas Ádám, Felcsuti Péter, Karvalits Ferenc, Simor András, Surányi György, Várhegyi Éva.)
A 2014-es önkormányzati választáson a Magyar Liberális Párt (MLP) főpolgármester-jelöltnek indította, ahol a szavazatok 2,1%-át szerezte meg.
2016. október 21-én bejelentette, hogy lemond a Magyar Liberális Párt ügyvivőségről, és a jövőben gazdasági politikát és kulturális kérdésekkel fog foglalkozni.
2016. november elején Bodnár Zoltán kilépett a pártból, és visszavonult a politikából.
2022. szeptember 19-én Dobrev Klára bejelentette, hogy az árnyékkormányának pénzügyminiszterévé nevezte ki.